# Josef Grubmüller
Josef Grubmüller ist ein früherer deutscher Skeletonsportler.
Josef Grubmüller gehörte in der ersten Hälfte der 1970er Jahre zu den besten deutschen Skeletonpiloten. Bei den Deutschen Meisterschaften, die in dem Jahrzehnt durchweg in Königssee ausgetragen wurden, gewann er zwei Titel. Sein erster Titelgewinn 1971 war zugleich der Gewinn der erstmals seit 1938 wieder ausgetragenen Deutschen Meisterschaft. Grubmüller folgte somit F. Herborn, dem Meister des Jahres 1938, nach. Zum zweiten Mal gewann er 1974, wobei er als einziger Skeletonpilot die von 1973 bis 1979 andauernde Siegesserie von Rudi Häusler unterbrechen konnte und diesen auf den zweiten Platz verwies. Bei Bayerischen Meisterschaften wurde Grubmüller 1971 Dritter, gewann 1973 den Titel und wurde 1974 Zweiter.